# Болюра Антоніна Володимирівна
Антоні́на Володи́мирівна Болю́ра (нар. 13 квітня 1949) — український політик. Колишній народний депутат України. Член партії ВО «Батьківщина».

## Освіта
Освіту отримала у Полтавському кооперативному інституті в 1972 році за спеціальністю «Бухгалтерський облік».

## Кар'єра
Антоніна Болюра, відома тим, що була головним бухгалтером «Єдиних енергетичних систем України» з 2001 по 2003 рік і проходила підслідною під час розслідування кримінальної справи проти посадових осіб ЄЕСУ. У зв'язку з цією справою певний час перебувала в слідчому ізоляторі. 2003 року Антоніну Болюру звільнили з-під варти. У 2005–2007 роках обіймала посаду директора з контролю фінансово-господарської діяльності ТОВ Торговий Дім «Груп Маркет» (місто Дніпропетровськ).

## Парламентська діяльність
Народний депутат України 6-го скликання з 25 грудня 2007 до 12 грудня 2012 від «Блоку Юлії Тимошенко», № 162 в списку. На час виборів: директор з контролю й аудиту фінансово-господарської діяльності ТОВ фірма Торговельний «Дім Маркет-Груп», член партії ВО «Батьківщина». Член фракції «Блок Юлії Тимошенко» (з 25 грудня 2007). Член Комітету з питань бюджету (з 25 грудня 2007).